# Hyla heinzsteinitzi
Hyla heinzsteinitzi (лат.) — бесхвостое земноводное из рода квакш, описанное в 2007 году израильскими герпетологами. Базой данных Amphibian Species of the World признаётся синонимом дальневосточной квакши. Эндемик Израиля, вид на грани исчезновения.

## Таксономия
В 2007 году К. Грах, Й. Плессер и И. Вернер из Еврейского университета в Иерусалиме опубликовали статью, в которой описали квакш из окрестностей Иерусалима как новый вид, Hyla heinzsteinitzi, назвав его в честь израильского герпетолога и ихтиолога Хайнца Штайница. Типовыми экземплярами послужили особи, выращенные из головастиков, которых Грах обнаружил в 1996 году в сезонном пруду Мамилла в Иерусалиме, а также особи, собранные в 1976 году в Иудейской пустыне и Иудейских горах. Авторы публикации обозначили его как сестринский вид по отношению к малоазиатской квакше и указали на ряд морфологических отличий, а также различия в биоакустике, позволяющие отличить новый вид как от малоазиатской, так и от обыкновенной квакши. .
В вышедшей годом позднее в журнале Molecular Phylogenetics and Evolution статье М. Штёка с соавторами, посвящённой филогенетическому анализу квакш из Средиземноморья, в которой они сообщили, что исследованные ими фрагменты митохондриальных генов цитохрома b и субъединицы I цитохром-c-оксидазы из образца H. heinzsteinitzi с типовой территории почти идентичны гомологичным последовательностям дальневосточной квакши (Dryophytes japonicus, ранее Hyla japonica). По их данным, это определение хорошо подтверждается при сравнении фотографий, морфологических описаний и осциллограм записей голоса. В связи с этим, они сделали вывод о том, что израильская популяции представляет собой потомков интродуцированных в Израиле экземпляров дальневосточной квакши.
В свою очередь, в 2010 году в одном номере того же журнала были опубликованы два письма редактору с критикой работы Штёка и др. одним из авторов первоописания H. heinzsteinitzi, И. Вернером, а также с ответом на эту критику Штёком с соавторами. В своём критическом письме Вернер сообщил, что Штёк и др. делигитимизировали H. heinzsteinitzi, не перечислив его среди признанных видов рода Hyla в введении своей статьи, отметил, что в приложении к их статье отсутствуют указания на коллекционные номера исследованных H. heinzsteinitzi, последовательности ДНК этого вида были взяты авторами из базы данных GenBank, а не получены ими самостоятельно, а также что отсутствие отличий в исследованных участках ДНК не говорит об их отсутствии в других частях генома. Кроме того, он не согласился с тем, что их вывод подтверждается данными сравнения морфологии и биоакустики, заявив, что его мнению H. heinzsteinitzi имеет более усечённую морду, чем дальневосточная квакша, при этом различия в вокализации характерны для сим- и парапатрически распространённых видов, а между географически удалёнными видами они могут отсутствовать. Вернер также привёл наблюдение, основанное на небольшой выборке, что при хранении в фиксаторе у H. heinzsteinitzi полностью пропадает тёмная полоса, сохраняющаяся у дальневосточной квакши. Он писал, что «даже если будет доказано, что все три разобщённые популяции H. heinzsteinitzi родственны H. japonica, интродукция человеком маловероятна», и более правдоподобным будет его реликтовый статус. В ответном письме Штёк и др. заявили, что использованные ими последовательности ДНК H. heinzsteinitzi были получены при анализе кусочка ткани головастика, высланного по их запросу хранителем герпетологической коллекции Иерусалимского университета, к которому их независимо направили Грах в 2007 году и Вернер в 2008 году. По словам Штёка и др., в 2010 году они получили от Вернера письмо «с обвинениями, сходными с опубликованными здесь», и в ответ попросили выслать им материал H. heinzsteinitzi для повторного анализа, что Вернер сделать отказался. По их предположению, Вернер также отказался предоставить образцы для анализа чешскому герпетологу В. Гвождику, который, как они сообщили со ссылкой на личной сообщение Гвождика, посещал Иерусалимский университет. В заключении они заявили, что «могут лишь повторить своё предположение о недавней интродукции H. japonica в Иерусалим и рекомендовать внимательное сравнение морфометрических данных и секвенирование дополнительных образцов».
По состоянию на февраль 2025 года база данных Amphibian Species of the World, поддерживаемая Американским музеем естественной истории, признаёт H. heinzsteinitzi синонимом дальневосточной квакши.

## Внешний вид и образ жизни
Длина тела от носа до клоачного отверстия 44 мм. Голова плоская, больше в ширину, чем в длину, с «обрубленной» мордой и развёрнутыми в стороны вертикальными эллиптичными ноздрями. Глаза выпученные, с горизонтальными зрачками, значительно больше по размерам, чем внешние органы слуха. Специфичная складка над ухом начинается от глаза и продолжается до подмышки. Складок на теле и конечностях нет, кожа гладкая на спине и зернисто-пористая на брюхе. Перепонка на задних лапах между 2-м и 5-м пальцами, на всех пальцах мозолистые подушечки.
У H. heinzsteinitzi проявляется способность к метахрозу, цвет тела меняется в рамках суточного цикла. В дневное время основной цвет от зелёного до бурого или серого, иногда пятнами (в том числе зелёными на ржаво- или золотисто-буром фоне, не встречающимися у других видов), у популяции в пруду Мамилла ближе к бирюзовому (у других популяций голубоватый оттенок отсутствует). В дневное время также чётко различима продольная тёмная полоса на боку, как правило, состоящая из неоднородных пятен и без пахового ответвления, характерного для обыкновенной квакши. На задней части губы бледная белая полоса, часто почти незаметная. Скрытые части конечностей, в особенности бёдра, оранжевые. Ночью окраска зависит от температур — как правило, зелёная при более низких и бурая при более высоких. Полоса на боку ночью бледнеет, иногда исчезая полностью. У выводившихся в неволе экземпляров способность к метахрозу развивалась через 4 месяца после метаморфоза, у наблюдавшихся диких особей — не позднее 6 месяцев после метаморфоза.
Основные отмечаемые отличия от малоазиатской квакши — обрубленная морда (у малоазиатской квакши закруглённая), прерывистая полоса на боку (у малоазиатской квакши практически сплошная), оранжевая внутренняя сторона бёдер (у малоазиатской бурая), нечёткость белой полосы на губе и необычная окраска в «пятнистое» время суток. Кроме того отмечено отличие в структуре пения: у малоазиатской квакши время набора и угасания звука примерно одинаковое, тогда как у H. heinzsteinitzi период набора звука короче. И. Вернер также отмечает отличия окраски в фиксаторах: если у малоазиатской и обыкновенной квакш боковая тёмная полоса сохраняется целиком, а у дальневосточной — в районе головы, то у иерусалимских образцов она исчезает полностью. От дальневосточной квакши H. heinzsteinitzi также отличается обрубленной формой морды, которая у дальневосточной квакши более округлая.
Лягушки данного вида проводят время на стеблях растений (см. Ареал и охранный статус). Самки начинают подавать голос через полчаса после заката, постепенно образуя хор. Самцы отзываются на голос самок (в том числе несколько экземпляров было поймано с помощью магнитофонной записи). Пение представляет собой серию равномерных отрывков продолжительностью около 1 секунды каждый и в среднем по 3,67 отрывка за серию (при температурах 22—28 °C)

## Ареал и охранный статус
Вид H. heinzsteinitzi известен только по трём локациям в Иудейских горах в окрестностях Иерусалима. Все три локации расположены на территории размерами 13X6 км на высотах от 730 до 895 м над уровнем моря. Голотип вида описан по находке в сезонном пруду Мамилла, который наполняется только зимой в сезон дождей, а летом пересыхает. Остальные два водоёма — питаемый источниками пруд Эйн-Фара на границе Иудейской пустыни и овраг (вади) рядом с западным районом Иерусалима Моца, где глубина может достигать 1 м. Растительность в Эйн-Фара представлена главным образом рогозом, на котором лягушки сидят вертикально, головой вверх, а в вади в Моце — колючим кустарником Rubus sanctus, служащим также убежищем для лягушек. Возможно также, что описанные в прошлом по другим районам Израиля и Палестины экземпляры малоазиатской квакши на самом деле представляют этот вид, поскольку до 1987 года он не выделялся. В целом ареал H. heinzsteinitzi полностью расположен на территории, населяемой малоазиатской квакшей, и эти два вида по-видимому симпатричны и синтопичны, то есть разделяют одну и ту же экологическую нишу.
H. heinzsteinitzi рассматривается Международным союзом охраны природы как вид на грани исчезновения. Это связано с крайне ограниченным ареалом (известная площадь менее 10 км°), при этом разделённым на ещё меньшие локации, и экологической обстановки в нём (связанной с интродукцией хищных рыб гамбузий, загрязнением и обмелением из-за засух), которая ведёт к дальнейшему снижению количества взрослых особей. Общее количество взрослых особей, по-видимому, не превышает 250, причём ни в одной из субпопуляций их не больше 50; в настоящее время нет данных об обитании представителей вида ни в одном из трёх перечисленных выше водоёмов, а условия в пруду Мамилла больше не могут поддерживать популяцию земноводных в принципе из-за того, что его перестали питать дождевые воды.